# Biệt đội hành động
Biệt đội hành động (tựa gốc tiếng Anh: The A-Team) là phim điện ảnh hành động hài của Mỹ năm 2010 dựa trên loạt phim truyền hình cùng tên ở thập niên 1980 do Frank Lupo và Stephen J. Cannell sáng tạo. Phim do Joe Carnahan đạo diễn kiêm viết kịch bản với Brian Bloom và Skip Woods, với sự tham gia của Liam Neeson, Bradley Cooper, Quinton Jackson, Sharlto Copley, Jessica Biel, Patrick Wilson và Brian Bloom. Nội dung phim xoay quanh "The A-Team", một đội phản ứng đặc biệt bị cầm tù oan, sau đó họ trốn thoát và phải xóa danh tính của mình. Phim do Stephen J. Cannell, Ridley Scott và Tony Scott làm nhà sản xuất. Tác phẩm từng khởi chiếu ở Việt Nam vào ngày 18 tháng 6 năm 2010.

## Nội dung
Ở Mexico, John "Hannibal" Smith bị bắt giữ bởi hai viên cảnh sát đang làm việc cho tên trùm tội phạm Javier Tuco. Hannibal chạy thoát và thu nhận người đồng đội mới tên Bosco "B.A." Baracus, rồi hai người đi giải cứu Templeton "Face" Peck đang bị Tuco bắt giữ. Ba người bị Tuco truy đuổi, họ dừng lại tại bệnh viện gần đó và thu nhận thêm người đồng đội mới tên Howling Mad Murdock. Cả đội bỏ chạy trên một máy bay trực thăng cứu thương, Tuco cũng lái trực thăng đuổi theo. Cuộc giao chiến kết thúc khi cả đội lừa trực thăng của Tuco bay qua không phận Mỹ, khiến một chiếc F-22 Raptor tiêu diệt nó vì tội xâm phạm, Tuco và thuộc hạ của hắn bị giết chết.
Tám năm sau ở Iraq, Hannibal liên lạc với Đặc vụ CIA Lynch, người đề nghị cả đội thực hiện một chiến dịch đen nhằm thu hồi những bản khắc của Bộ Ngân khố Hoa Kỳ và hơn một tỷ USD tiền mặt sẽ được chuyển khỏi Baghdad bằng đoàn xe vũ trang. Đại tướng Morrison, sĩ quan chỉ huy của Hannibal, đồng ý tham gia chiến dịch nhưng Đại úy Charissa Sosa, bạn gái cũ của Face, ngăn cản cả đội. Nhiệm vụ thành công nhưng khi cả đội quay về căn cứ thì số tiền và xe của Morrison bị phá hủy bởi tên lính Brock Pike và thuộc hạ của hắn từ công ty an ninh tư nhân Black Forest. Vì không còn Morrison (nhân chứng duy nhất chứng minh cả đội được phép hành động) nên Hannibal, Face, BA và Murdock bị kết án mười năm tù, đồng thời bị tước quân hàm. Sosa cũng bị giáng chức xuống thành Trung úy.
Sáu tháng sau, Lynch đến thăm Hannibal trong tù và nói rằng có thể Pike đang cố gắng bán những bản khắc với sự giúp đỡ của một gã Ả Rập. Hannibal thực hiện một thỏa thuận với Lynch: cả đội sẽ mang những bản khắc về để đổi lấy sự phục chức và hồ sơ trong sạch. Lynch đồng ý và Hannibal vượt ngục, lần lượt giải thoát cho Face, BA và Murdock. Cả đội cướp chiếc máy bay C-130, sau đó bị bắn hạ bởi đám MQ-9 Reaper, nhưng họ trốn trong chiếc xe tăng và nhảy dù đáp đất an toàn. Cả đội lấy được những bản khắc và bắt giữ gã Ả Rập đang ủng hộ Pike. Gã Ả Rập thực ra chính là Morrison, ông ta cùng với Lynch và Pike âm mưu cướp những bản khắc nhưng sau đó lại hợp tác với Pike để lừa Lynch và làm giả cái chết của mình. Lynch cho máy bay oanh tạc để giết cả đội và Morrison, nhưng cả đội đã chạy thoát trong khi Morrison chết trong vụ nổ.
Hannibal sắp xếp để gặp Sosa trên một tàu container tại Cảng Los Angeles, nói rằng ông sẽ giao nộp "Morrison" và những bản khắc. Sau đó Face gọi cho Sosa để bàn một kế hoạch khác. Mọi chuyện diễn ra theo đúng kế hoạch đến khi Pike bắn nổ tàu container bằng khẩu bazooka và đuổi theo Face. BA đã giết Pike, cứu mạng Face kịp thời. Hannibal dẫn Lynch vào một thùng container, nơi Murdock đang đội mũ bảo hiểm chống đạn trong khi đóng giả Morrison. Lynch bắn vào đầu Murdock, tin rằng đã giết được Morrison, sau đó hắn bị lừa thú nhận việc cướp những bản khắc. Hắn không ngờ lực lượng của Sosa bên ngoài đã nghe hết mọi chuyện rồi bắt giữ hắn.
Các đặc vụ CIA đến áp giải Lynch đi. Mặc dù đã thành công và chứng minh mình vô tội nhưng cả đội vẫn bị quân đội bắt giữ vì tội vượt ngục, họ và Sosa đều tức giận vì điều này. Sosa được phục chức Đại úy, cô hứa sẽ làm tất cả những gì có thể để giúp cả đội được tự do và hôn Face khi mọi người bị đưa lên xe. Trên xe, cả đội cho rằng chính phủ quá bất công với họ, nhưng Hannibal nói rằng luôn có lối thoát trong mọi tình huống. Face cười lên và mở miệng ra, trong miệng anh có chìa khóa còng mà Sosa đã trao cho anh qua nụ hôn.